# Fluviocingula kussakini
Fluviocingula kussakini is een slakkensoort uit de familie van de Iravadiidae. De wetenschappelijke naam van de soort is voor het eerst geldig gepubliceerd in 1989 door Starobogatov & Zatrawkin in Starobogatov, Sitnikova & Zatrawkin.